# Sony Music Entertainment
Sony Music Entertainment, ibland förkortat SME, under en period Sony BMG, är ett av de fyra största skivbolagen i världen. Företaget har sitt huvudkontor i New York och är en filial under Sony Corporation of America som är ett helägt dotterbolag till japanska elektronikkoncernen Sony. Företaget Sony BMG Music Entertainment bildades genom en sammanslagning av japanska Sony Music Entertainment och tyska BMG Entertainment, vilket skedde i augusti 2004. Under augusti 2008 köpte Sony även BMG:s 50 procent av bolaget och namnet ändrades därmed åter till Sony Music Entertainment. BMG står för Bertelsmann Music Group, samma koncern som medieföretagen och bokförlagen inom Bertelsmann-gruppen.
Sony Music har representanter i 42 länder.

## Skivbolag som ägs av Sony Music
- Lista över skivbolag ägda av Sony Music